# 武井覚太郎
武井 覚太郎（たけい かくたろう、明治元年9月（1868年10-11月） - 1944年（昭和19年）4月6日）は、大正から昭和時代前期の政治家、貴族院多額納税者議員、実業家。前名は寅太郎。

## 経歴

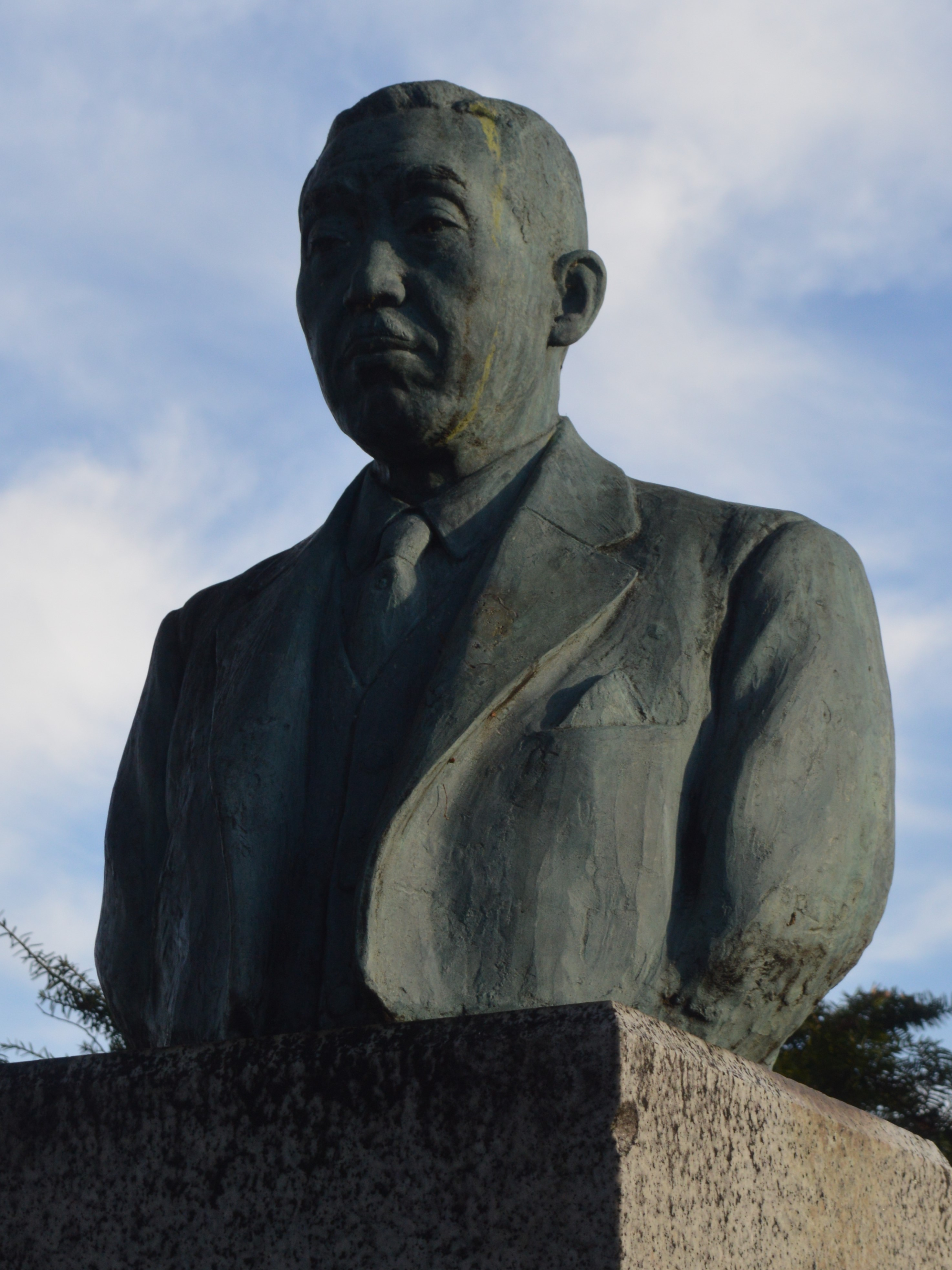
伊那市創造館にある「武井覚太郎翁像」

### 実業家として
先代・覚太郎の長男として、長野県伊那郡宮木村（現・上伊那郡辰野町宮木）に生まれた。1905年（明治38年）に武井家の家督を相続し、前名を改める。父の始めた器械製糸業を継ぎ、1914年（大正3年）には824釜を有する大製糸家となった。その後、同業の片倉製糸（片倉工業の前身）と合併し、常務取締役に就任し経営に当たった。生糸の品種改良および販路拡大のために2度欧米に渡っている。
1930年（昭和5年）には上伊那郡銀行の頭取に就任し、横浜取引所理事なども歴任した。実業家としては、ほかに日華蚕糸・片倉生命保険各取締役、信産館製糸監査役などを歴任した。

### 政治家・篤志家として
1934年（昭和9年）長野県多額納税者として補欠選挙で貴族院議員に互選され、同年2月22日に就任し、同成会に所属して1939年（昭和14年）9月28日まで1期在任した。また、上伊那郡組合立伊北農蚕学校（現・長野県辰野高等学校）の創設や、上伊那図書館の開館の際に建設費を寄付するなど、郷里の発展に貢献した。
伊那市創造館（旧上伊那図書館）敷地内には銅像「武井覚太郎翁像」が建立されている。

## 親族
⚫︎娘婿・方介 （ 片倉財閥創始者 片倉兼太郎、貴族院多額納税者議員 今井五介 甥)